# Salt Lake Temple
Salt Lake Temple je chrám Církve Ježíše Krista Svatých posledních dnů v Salt Lake City ve státě Utah. Jeho stavba byla zahájena v roce 1853 a dokončena až v roce 1893. Z celkového počtu přibližně 170 chrámů je tento největší na světě. Jde o hlavní část komplexu Temple Square. Jeho architektem byl Truman O. Angell.